# Aethecerus porcellus
Aethecerus porcellus là một loài tò vò trong họ Ichneumonidae.